# Canudo
|                      |  |                                    |
| Canudos de plástico. |  | Uma bebida com um canudo dobrável. |

Canudo (português brasileiro)  ou palhinha (português europeu) é um dispositivo usado para sugar líquido — geralmente uma bebida — de um recipiente, como um copo, para a boca. Um fino tubo de plástico (especialmente poliestireno) ou outro material, reto ou com uma dobradiça próxima a uma das extremidades, é utilizado colocando-se uma ponta na boca e outra no líquido. A ação muscular reduz a pressão interna na boca, o que causa a subida do líquido pelo tubo.
Os primeiros canudos foram feitos pelos sumérios, em 1818, que os utilizavam para beber cerveja, provavelmente para evitar a ingestão dos subprodutos sólidos da fermentação que decantam no fundo do recipiente. Na Argentina e na região dos Pampas, utiliza-se uma variação do canudo chamada bombilla no chimarrão.

## Proibição de palhinhas plásticas

### Proibição de canudos plásticos no Brasil
Desde 2018 está em tramitação no Senado Federal do Brasil o PLS 263/2018 que tem, dentre seus objetivos a proibição da produção, importação, comercialização e distribuição de canudos plásticos em favor da adoção pela indústria e comércio de alternativas biodegradáveis em todo território nacional. O projeto já foi aprovado pelas comissões de Direitos Humanos e Legislação Participativa e Comissão de Meio Ambiente do Senador Federal e agora aguarda relatório final na Comissão de Assuntos Econômicos.

#### Rio de Janeiro
Em 5 de julho de 2018, a cidade do Rio de Janeiro foi a primeira capital do Brasil a proibir a circulação de canudos plásticos, obrigando os restaurantes, lanchonetes, bares e similares, barracas de praia e vendedores ambulantes do município a usar e fornecer a seus clientes apenas canudos de papel biodegradável e/ou reciclável individualmente.

### Proibição de palhinhas plásticos na União Europeia
Em dezembro de 2018, a União Europeia decidiu a proibição, a partir de 2021, de alguns plásticos de utilização única como palhinhas para reduzir a poluição marítima.